# Luis Ismael Díaz
Luis Ismael Díaz (ur. 21 sierpnia 1990 w Santo Domingo) – dominikański piłkarz występujący na pozycji obrońcy w dominikańskim klubie Cibao FC oraz w reprezentacji Dominikany.

## Kariera klubowa

### Bob Soccer School FC
W 2014 dołączył do klubu Bob Soccer School FC.

### Barcelona Atlético
1 stycznia 2015 podpisał kontrakt z drużyną Barcelona Atlético. W sezonie 2016 wraz z zespołem wywalczył mistrzostwo Dominikany.

### Universidad O&M FC
1 stycznia 2018 przeszedł do zespołu Universidad O&M FC.

### Cibao FC
7 lutego 2019 podpisał kontrakt z klubem Cibao FC. W sezonie 2019 wraz z drużyną poniósł porażkę w finale rozgrywek ligowych zdobywając wicemistrzostwo Dominikany.

## Kariera reprezentacyjna
W 2014 otrzymał powołanie do reprezentacji Dominikany. Zadebiutował 7 września 2014 w meczu fazy grupowej Złotego Pucharu CONCACAF 2015 przeciwko reprezentacji Anguilli (0:10). Pierwszą bramkę zdobył 22 marca 2018 w meczu towarzyskim przeciwko reprezentacji Turks i Caicos (4:0).

## Statystyki

### Reprezentacyjne
(aktualne na dzień 30 sierpnia 2020)
| Reprezentacja | Rok     | Mecze | Bramki |
| ------------- | ------- | ----- | ------ |
| Dominikana    | 2014    | 3     | 0      |
| Dominikana    | 2015    | 4     | 0      |
| Dominikana    | 2016    | 5     | 0      |
| Dominikana    | 2017    | 2     | 0      |
| Dominikana    | 2018    | 3     | 1      |
| Dominikana    | 2019    | 7     | 0      |
| Ogólnie       | Ogólnie | 24    | 1      |

| Mecze i gole w reprezentacji | Mecze i gole w reprezentacji | Mecze i gole w reprezentacji           | Mecze i gole w reprezentacji | Mecze i gole w reprezentacji | Mecze i gole w reprezentacji | Mecze i gole w reprezentacji                                 |
| Reprezentacja                | Reprezentacja                | Reprezentacja                          | Reprezentacja                | Reprezentacja                | Reprezentacja                | Reprezentacja                                                |
| Lp.                          | Data                         | Miejsce                                | Przeciwnik                   | Wynik                        | Gol                          | Rozgrywki                                                    |
| ---------------------------- | ---------------------------- | -------------------------------------- | ---------------------------- | ---------------------------- | ---------------------------- | ------------------------------------------------------------ |
| 1.                           | 07.09.2014                   | Saint John’s, Antigua i Barbuda        | Anguilla                     | 0:10                         |                              | Złoty Puchar CONCACAF 2015                                   |
| 2.                           | 08.10.2014                   | Couva, Trynidad i Tobago               | Trynidad i Tobago            | 6:1                          |                              | Złoty Puchar CONCACAF 2015                                   |
| 3.                           | 10.10.2014                   | Couva, Trynidad i Tobago               | Antigua i Barbuda            | 0:0                          |                              | Złoty Puchar CONCACAF 2015                                   |
| 4.                           | 25.03.2015                   | Santiago de los Caballeros, Dominikana | Kuba                         | 0:3                          |                              | Mecz towarzyski                                              |
| 5.                           | 13.05.2015                   | Santiago de los Caballeros, Dominikana | Kajmany                      | 6:0                          |                              | Mecz towarzyski (nieuznawany przez FIFA)                     |
| 6.                           | 11.06.2015                   | Santo Domingo, Dominikana              | Belize                       | 1:2                          |                              | el. MŚ 2018                                                  |
| 7.                           | 14.06.2015                   | Belmopan, Belize                       | Belize                       | 3:0                          |                              | el. MŚ 2018                                                  |
| 8.                           | 29.03.2016                   | Santo Domingo, Dominikana              | Barbados                     | 2:0                          |                              | Złoty Puchar CONCACAF 2017                                   |
| 9.                           | 07.06.2016                   | Santo Domingo, Dominikana              | Gujana Francuska             | 2:1                          |                              | Złoty Puchar CONCACAF 2017 (nieuznawany przez FIFA)          |
| 10.                          | 28.08.2016                   | San Cristóbal, Dominikana              | Portoryko                    | 5:0                          |                              | Mecz towarzyski (nieuznawany przez FIFA)                     |
| 11.                          | 05.10.2016                   | Couva, Trynidad i Tobago               | Trynidad i Tobago            | 4:0                          |                              | Złoty Puchar CONCACAF 2017                                   |
| 12.                          | 08.10.2016                   | San Cristóbal, Dominikana              | Martynika                    | 1:2                          |                              | Złoty Puchar CONCACAF 2017 (nieuznawany przez FIFA)          |
| 13.                          | 08.11.2017                   | Diriamba, Nikaragua                    | Nikaragua                    | 0:3                          |                              | Mecz towarzyski (nieuznawany przez FIFA)                     |
| 14.                          | 11.11.2017                   | San Cristóbal, Dominikana              | Nikaragua                    | 1:0                          |                              | Mecz towarzyski (nieuznawany przez FIFA)                     |
| 15.                          | 22.03.2018                   | Santo Domingo, Dominikana              | Turks i Caicos               | 4:0                          | Gol                          | Mecz towarzyski                                              |
| 16.                          | 25.03.2018                   | Santiago de los Caballeros, Dominikana | Saint Kitts i Nevis          | 2:1                          |                              | Mecz towarzyski                                              |
| 17.                          | 09.09.2018                   | Willemstad, Curaçao                    | Bonaire                      | 0:5                          |                              | el. Ligi Narodów CONCACAF 2019/2020 (nieuznawany przez FIFA) |
| 18.                          | 16.02.2019                   | Santiago de los Caballeros, Dominikana | Gwadelupa                    | 1:0                          |                              | Mecz towarzyski (nieuznawany przez FIFA)                     |
| 19.                          | 15.08.2019                   | Santiago de los Caballeros, Dominikana | Gwatemala                    | 0:0                          |                              | Mecz towarzyski                                              |
| 20.                          | 10.09.2019                   | Santo Domingo, Dominikana              | Salwador                     | 1:0                          |                              | Liga Narodów CONCACAF 2019/2020                              |
| 21.                          | 12.10.2019                   | Santo Domingo, Dominikana              | Saint Lucia                  | 3:0                          |                              | Liga Narodów CONCACAF 2019/2020                              |
| 22.                          | 15.10.2019                   | Santo Domingo, Dominikana              | Montserrat                   | 0:0                          |                              | Liga Narodów CONCACAF 2019/2020                              |
| 23.                          | 16.11.2019                   | Gros Islet, Saint Lucia                | Saint Lucia                  | 1:0                          |                              | Liga Narodów CONCACAF 2019/2020                              |
| 24.                          | 19.11.2019                   | San Salvador, Salwador                 | Salwador                     | 2:0                          |                              | Liga Narodów CONCACAF 2019/2020                              |

## Sukcesy

### Barcelona Atlético
- Mistrzostwo Dominikany (1×): 2016

### Cibao FC
- Wicemistrzostwo Dominikany (1×): 2019